# Antje Gleichfeld
Antje Gleichfeld (dekliški priimek Braasch), nemška atletinja, * 31. marec 1938, Hamburg, Nemčija.
Nastopila je na poletnih olimpijskih igrah v letih 1960 in 1964, obakrat je osvojila peto mesto v teku na 800 m. Na evropskih prvenstvih je osvojila bronasti medalji v teku na 800 m leta 1966 in v  štafeti 4×400 m leta 1969. 19. septembra 1969 je z zahodnonemško reprezentanco postavila svetovni rekord v štafeti 4 x 400 m.